# کارلوتا مونتری
کارلوتا مونتری (انگلیسی: Carlotta Monterey; ۲۸ دسامبر ۱۸۸۸ – ۱۸ نوامبر ۱۹۷۰) هنرپیشه، و بازیگر تئاتر اهل ایالات متحده آمریکا بود.